# Шокер
Шокер (енгл. Shocker) је амерички слешер хорор филм из 1989. године, режисера и сценаристе Веса Крејвена, са Мајклом Марфијем, Питером Бергом, Камиј Купер и Мичом Пилеџијем у главним улогама. Радња прати тинејџера Џонатана Паркера, који дели чудну везу са серијским убицом погубљеним на електричној столици.
Након великих успеха са филмовима Последња кућа са леве стране (1972), Брда имају очи (1977), Страва у Улици брестова (1984) и Змија и дуга (1988), од Крејвена се пуно очекивало и у овом остварењу. Очекивања, ипак, нису у потпуности испуњена, пошто је филм добио осредње критике и зарадио 16,16 милиона долара, што је далеко испод његових претходника.
Насловни цитат филма Нема више доброг момка потиче од песме Алиса Купера, коју је препевала рок група Мегадет. Хедер Лангенкамп, која је тумачила лик Ненси Томпсон, финалне девојке из првог, трећег и седмог дела серијала Страва у Улици брестова, има камео улогу на почетку филма. У филму се накратко појављују и Крејвенови син и ћерка, Џонатан и Џесика Крејвен.

## Радња
Џонатан Паркер, посинак поручника полиције Дона Паркера, дели чудну везу са серијским убицом Хорасом Пинкером. Он кроз снове види како Пинкер убија своје жртве, што помаже полицији да открије Пинкеров идентитет и ухапси га. Пинкер бива осуђен на смртну казну изведену електричном столицом. Међутим, и након што је казна извршена убиства се настављају, а Џонатан открива да је разлог његове везе са Пинкером то што му је он заправо отац.

## Улоге
| Глумац             | Улога               |
| ------------------ | ------------------- |
| Мајкл Марфи        | поручник Дон Паркер |
| Питер Берг         | Џонатан Паркер      |
| Камиј Купер        | Алисон Клеменс      |
| Мич Пилеџи         | Хорас Пинкер        |
| Сем Скарбер        | Сидни Купер         |
| Ричард Брукс       | Рајно               |
| Винсент Гвастеферо | Пастори             |
| Тед Рејми          | Пак                 |
| Хедер Лангенкамп   | жртва               |
| Тимоти Лири        | телеванђелиста      |
| Кејн Роберт        | радник на путу      |
| Вес Крејвен        | комшија             |
| Џесика Крејвен     | шанкерка            |
| Џонатан Крејвен    | џогер               |
| Џон Теш            | ТВ водитељ          |
| Јуџин Шадирн       | човек у бару        |

## Неуспели римејк и наставак
Крејвен је једном приликом изјавио да би желео да уради заједнички римејк Људи под степеницама, Последње куће са леве стране и Шокера. Пошто се 2009. десио самосталан римејк Последње куће са леве стране, ова идеја је пала у воду. Познато је и да је Шокер требало да покрене франшизу, слично као Страва у Улици брестова, али пошто филм није постигао очекивани успех то се никада није догодило.